# Volgré
Volgré är en kommun i departementet Yonne i regionen Bourgogne-Franche-Comté i norra Frankrike. Kommunen ligger i kantonen Aillant-sur-Tholon som tillhör arrondissementet Auxerre. År 2018 hade Volgré 350 invånare.

## Befolkningsutveckling
Antalet invånare i kommunen Volgré
| Referens: INSEE |